# Platynus pertenuis
Platynus pertenuis är en skalbaggsart som beskrevs av Thomas Casey. Platynus pertenuis ingår i släktet Platynus och familjen jordlöpare. Inga underarter finns listade i Catalogue of Life.